# Mausoleet i Halikarnassos
Mausoleet i Halikarnassos var et gravmonument i Halikarnassos, der blev opført 356 f.Kr.-353 f.Kr. Det blev bygget af satrappen Mausolos af Karien som gravmæle til ham selv og hans hustru Artemisia 2. af Karien. Ordet "mausoleum" er en afledning af "Mausolos". Mausoleet i Halikarnassos var et af verdens syv underværker.

## Gravmælet
Komplekset, der var bygget i jonisk stil (Mausolos' rige lå i Jonien), var sin tids største gravmonument og omtales af Plinius den Ældre. Arkitekterne hed Pytheos og Satyros, og den skulpturelle udsmykning var lavet af mestre som Skopas, Leoarches, Bryaxis og Timotheos, der på hver sin side af bygningen skulle udføre den plastiske udsmykning. Den bestod dels af store dyrefigurer og kolossalstatuer af krigere i græsk og persisk dragt, dels af fire relieffriser, hvoraf den ene viste en amazonekamp. Mausoleet overlevede i adskillige århundreder, men en række jordskælv omkring år 1400 ødelagde det, hvorefter johannitterne i 1402 og 1522 benyttede materialerne til en befæstning i nærheden, Bodrum Borg, rejst til værn mod Tamerlan og tyrkerne. De sørgelige rester blev herefter dækket med jord. I 1846 blev en del på stedet fundne sager sendt til British Museum. I 1852 blev ruinen udgravet af den engelske arkæolog Charles Thomas Newton, som havde lokaliseret den ved hjælp af Plinius' beskrivelser. Det samlede udbytte kom til London. Den plastiske udsmykning er for størstedelen ødelagt. Bevarede er dog Artemisias og Mausolos’ statuer. Navnlig den sidste, der har måttet samles af mange brudstykker, er et særdeles godt og karakterfuldt arbejde. Endvidere er bevaret adskillige stykker af friserne, hvilke man har søgt — og ikke uden en vis sandsynlighed — at henføre til bestemte af de nævnte kunstnere.
Mausoleet blev endnu grundigere undersøgt i 1966-1977, da professor Kristian Jeppesen fra Aarhus Universitet lavede en tilbundsgående undersøgelse, der mundede ud i et seksbindsværk om kong Mausolos' gravmæle.
I dag er der ikke meget tilbage af mausoleet, men nogle af de overlevende figurer kan ses på British Museum.

## Størrelse
- Samlet højde: næsten 50 meter
- Længde: 38 meter
- Bredde: 32 meter [3]

## Eksterne links
Læs mere om mausoleet i Halikarnassos Arkiveret 4. marts 2016 hos  Wayback Machine
Om udgravningerne
37°02′16″N 27°25′27″Ø / 37.03778°N 27.42417°Ø